# Aéroport de Juazeiro do Norte
Pour les articles homonymes, voir JDO (homonymie).
L'aéroport de Juazeiro do Norte aussi appelé aéroport Orlando Bezerra de Menezes (code IATA : JDO • code OACI : SBJU) est l'aéroport de la ville de Juazeiro do Norte au Brésil. Il est nommé en hommage à un entrepreneur et politicien local.
Il est exploité par Infraero.

## Historique
L'aéroport est exploité par Infraero depuis 2002.

## Compagnies aériennes et destinations
| Compagnies              | Destinations                                                            |
| ----------------------- | ----------------------------------------------------------------------- |
| Avianca Brazil          | Brasília, Fortaleza, São Paulo-Guarulhos                                |
| Azul Brazilian Airlines | Campinas, Petrolina, Recife. En saison : Fortaleza, São Paulo/Guarulhos |
| GOL Transportes Aéreos  | São Paulo-Guarulhos                                                     |

## Accès
L'aéroport est situé à 6 km du centre-ville de Juazeiro do Norte.